# Coaliție semafor

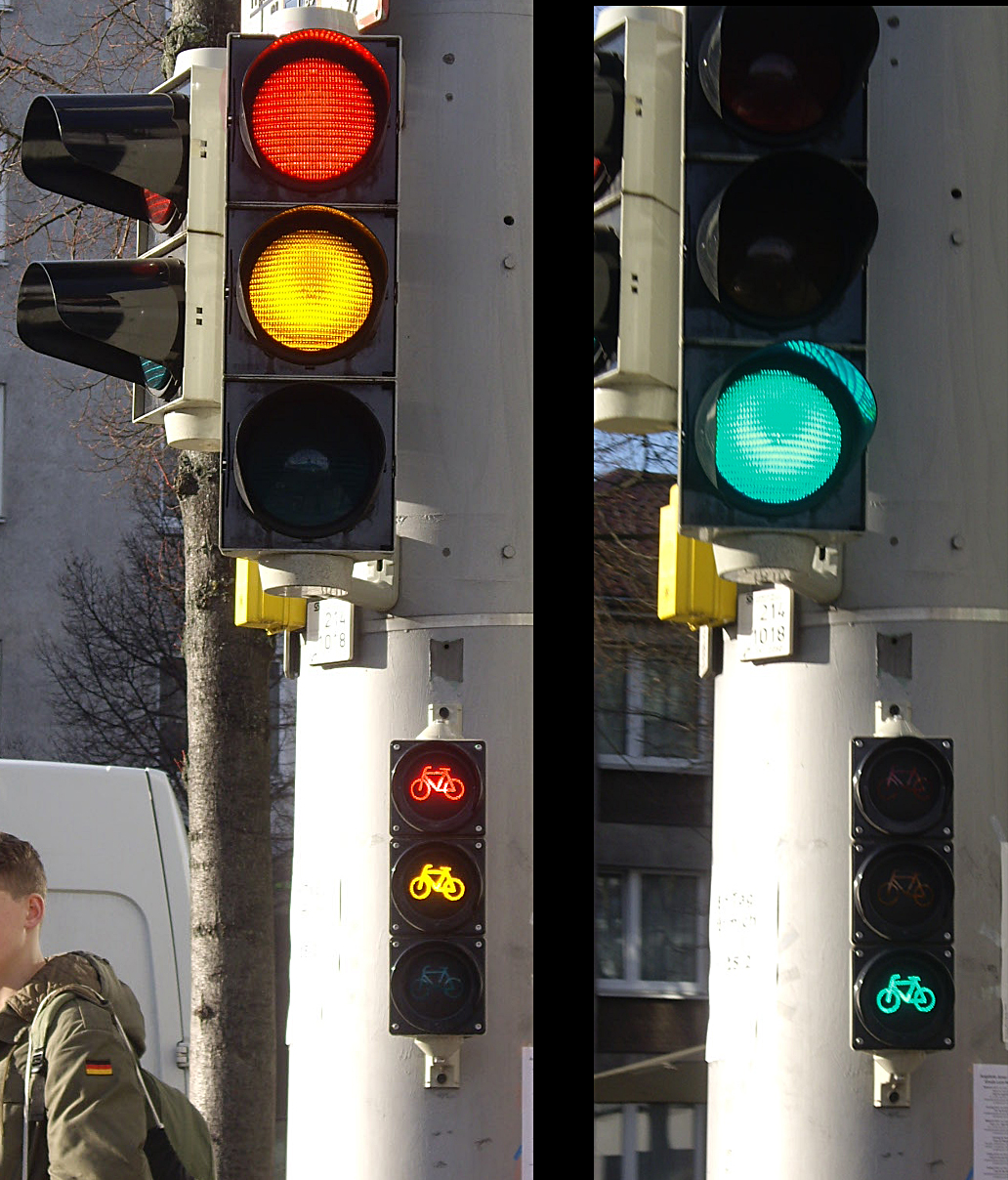
Semafoare în Kassel. Cele trei culori ale semafoarelor sunt culorile partidelor despre care se vorbește în „coaliția semafor”.

În politica Germaniei, o Coaliție semafor (în germană Ampelkoalition) este un guvern de coaliție format din Partidul Social Democrat din Germania (SPD), Partidul Liber Democrat (FDP) și Verzii. Este numită după culorile tradiționale ale partidelor, respectiv roșu, galben și verde, potrivirea secvenței de culori a unui semafor (Ampel). Termenul este folosit și pentru coaliții similare între social democrați, liberali și verzi în alte țări.

## Istorie
La nivelul landurilor, primele coaliții de semafor au avut loc în Brandenburg între 1990 și 1994 și în Bremen între 1991 și1995. Negocierile pentru formarea unei astfel de coaliții după alegerile din Berlin din 2001 nu au avut succes; de asemenea, discuțiile preliminare după alegerile de stat din Renania de Nord-Westfalia din 2010 nu au dus la niciun rezultat. O coaliție de semafor a fost formată în Renania-Palatinat în urma alegerilor de stat din 2016 în Renania-Palatinat. Alegerile de stat din Renania-Palatinat din 2021  a marcat pentru prima dată în istoria Germaniei când o coaliție semafor ieșită a fost înlocuită cu o coaliție semafor reînnoită în cadrul alegerilor de stat.
| SPD | FDP | Alliance '90/The Greens |

Alegerile federale neconcludente din 2005 au produs speculații în mass-media cu privire la o coaliție federală semafor, dar nu s-a format o astfel de coaliție. Din punct de vedere istoric, au existat coaliții roșu-verde între SPD și Verzi (din 1998 până în 2005) și coaliții social-liberale între SPD și FDP (din 1969 până în 1982) în Bundestag. În ciuda terenului comun privind liberalismul cultural dintre cele trei partide, liberalismul economic al FDP și asocierea îndelungată la nivel federal cu Uniunea Creștin-Democrată (CDU) conservatoare au făcut în mod tradițional o astfel de coaliție problematică, fostul președinte al FDP, Guido Westerwelle, excluzând în mod explicit această opțiune pentru alegerile federale din 2009.
În urma alegerilor federale din 2021, SPD a devenit cel mai mare partid din Bundestag, dar nu a avut suficiente locuri pentru a guverna singur. SPD și CDU au exclus o mare coaliție unul cu celălalt, astfel, o coaliție semafor a fost văzută ca rezultatul cel mai probabil de mulți în mass-media. Pe 24 noiembrie 2021, cele trei partide au anunțat că au ajuns la un acord pentru implementarea coaliției, iar candidatul SPD, Olaf Scholz, urmează să devină cancelar. Guvernul Scholz susținut de o coaliție de semafoare și-a luat în sfârșit mandatul pe 8 decembrie 2021.

## Coaliții semafor în alte țări

### Austria
În Austria, termenul de Ampelkoalition a fost împrumutat din Germania pentru a descrie o coaliție teoretică dintre Partidul Social Democrat din Austria (SPÖ), Verzii, și un partid liberal. În anii 90, partidul liberal era Forumul Liberal (LiF). În anii 2010, termenul a reapărut pentru a descrie o coaliție teoretică între SPÖ, Verzii, și NEOS - Noua Austrie și Forumul Liberal, acesta din urmă este succesorul Forumului liberal. Culoarea lui NEOS este roz, mai degrabă decât galbenă.

### Belgia
Guvernul Verhofstadt I din Belgia, condus de prim-ministrul Guy Verhofstadt între 1999 și 2003, a inclus liberali (Liberalii și Democrații Flamanzi și Partidul Liberal Reformator francofon), socialiști (Partidul Socialist flamand și Partidul Socialist francofon), și verzii (Agalev flamand și Ecolo francofon). Cu toate acestea, deoarece culorile politice ale partidelor liberale erau albastru în loc de galben, a fost cunoscută drept coaliția „violet-verde”.

### Luxemburg
După alegerile generale din Luxemburg din 2013, au început negocierile cu scopul de a forma un guvern de coaliție cu trei partide, care să cuprindă Partidul Muncitoresc Socialist din Luxemburg (LSAP), Partidul Democrat (DP) și Verzii, pentru a înlătura Partidul Poporului Social Creștin. (CSV) al premierului în exercițiu Jean-Claude Juncker. Această variantă a coaliției semafoare este cunoscută sub numele de „coaliție Gambia” (germană Gambia-Koalition; luxemburgheză Gambia(-)Koalitioun, Gambiakoalitioun), întrucât culorile partidelor se potrivesc cu steagul Gambiei, iar Partidul Liberal din Luxemburg (DP) folosește albastrul în loc de galben.

### Regatul Unit
În Regatul Unit termenul a fost folosit pentru a descrie o coaliție dintre Partidul Laburist, Liberal Democrații și Partidul Verde din Anglia și Țara Galilor, în special cea care a condus din când în când consiliul districtual al orașului Lancaster, inclusiv de la alegerile din 2019.
In Scoția, o coaliție similară în parlamentul scoțian care implică partidele laburiste și liberal-democrate scoțiane cu Verzii Scoțieni a fost discutată în urma alegerilor pentru Parlamentul Scoțian din 2003. În acel an, laburiștii și liberal-democrații și-au continuat coaliția cu o majoritate instabilă și a fost din nou poziția declarată a Verzilor să vizeze la o astfel de coaliție în 2007, în ciuda posibilelor tensiuni dintre unioniștii de la laburiști și liberal-democrați cu pro-independenții de la ecologiști. Sprijinul Verzilor s-a sfârșit însă la alegerile din 2007, făcându-i neviabili ca partener de coaliție, deși au susținut alegerea lui Alex Salmond ca prim-ministru.

### România
În România termenul de coaliție semafor a fost recent descris ca fiind o coaliție formată din Partidul Social Democrat (PSD), Partidul Național Liberal (PNL) și Uniunea Democrată Maghiară din România (UDMR/RMDSZ). După criza politică din 2021 ce a rezultat în ruperea coaliției de centru-dreapta dintre PNL, USR și UDMR, a fost ales un guvern semafor (numit și Coaliția Națională pentru România) format din PSD, PNL și UDMR, guvernul Nicolae Ciucă.  În iunie 2023 UDMR s-a retras din coaliția de guvernare cu PSD și PNL în urma rocadei dintre Marcel Ciolacu și Nicolae Ciucă.
Ca urmare a alegerilor parlamentare din 2024 formula de guvern semafor dintre PSD, PNL și UMDR a revenit, de data asta sub guvernul Marcel Ciolacu 2.